# Santa María en Pórtico de Octavia (título cardenalicio)
El título cardenalicio de Santa María en Pórtico de Octavia fue erigido por el papa Gregorio I alrededor de 590 cerca de la prisión de Decemviral. El papa Alejandro VII suprimió el título el 26 de junio de 1662 y lo transfirió al de Santa María del Pórtico en Campitelli por encontrase la iglesia en ruina.

## Titulares
- Teodino Sanseverino, O.S.B.Cas. (1088 - 1099)
- Romano (1099 - 1135)
- Chrysogone, O.S.B.Clun. (1134 - 1138 ?)
- Ribaldo (1138 - 1139 ?)
- Pietro (1140 - 1145)
- Guido (1145)
- Guy (1145 - circa 1159)
- Gualterio (o Gautier) (circa 1149 - circa 1155)
- Giovanni Pizzuti, Can.Reg. (1157 ? - marzo 1158)
- Giovanni Conti (febrero 1158 - 1167)
- Laborante da Panormo (o Laborans) (1171 - 1179)
- Rolando Paparoni (1180 - 1189)
- Roland, O.S.B.Clun. (6 marzo 1185 - 4 marzo 1188)
- Gregorio de Galgano (12 marzo 1188 - 1202)
- Guala Bicchieri (o Beccaria) (1205 - 1211)
- Matteo Rosso Orsini (1262 - 1305)
- Arnaud de Pellegrue (1305 - agosto 1331)
- Hugues de Saint-Martial (17 septiembre 1361 - 1403)
- Giovanni Battista Zeno (22 noviembre 1468 - marzo 1470)
- Vacante (1470 - 1500)
- Marco Cornaro (5 octubre 1500 - 19 marzo 1513)
- Bernardo Dovizi da Bibbiena (29 septiembre 1513 - 9 noviembre 1520)
- Francesco Pisani, in commendam (27 febrero 1528 - 4 mayo 1541)
- Juan Álvarez de Toledo, O.P. (4 mayo 1541 - 6 julio 1541)
- Antoine Sanguin de Meudon (15 julio 1541 - 28 febrero 1550)
- Francesco Pisani, in commendam (28 febrero 1550 - 29 mayo 1555)
- Girolamo Doria (29 mayo 1555 - 25 marzo 1558)
- Alfonso Carafa (16 diciembre 1558 - 6 marzo 1559)
- Vitellozzo Vitelli (6 marzo 1559 - 17 noviembre 1564)
- Innocenzo Ciocchi del Monte (17 noviembre 1564 - 3 diciembre 1568)
- Francesco Alciati (13 mayo 1569 - 20 abril 1580)
- Ippolito de' Rossi (15 enero 1586 - 27 abril 1587)
- Hugues Loubenx de Verdalle, O.S.Io.Hier. (15 enero 1588 - 4 mayo 1595)
- Bartolomeo Cesi (21 junio 1596 - 5 diciembre 1611)
- Ferdinando Gonzaga (19 noviembre 1612 - 1615)
- Fernando de Austria (29 julio 1619 - 9 noviembre 1641)
- Virginio Orsini, O.S.Io.Hier. (10 febrero 1642 - 10 noviembre 1642)
- Vincenzo Costaguti (31 agosto 1643 - 23 septiembre 1652)
- Francesco Maidalchini (23 marzo 1654 - 26 junio 1662)
- Diaconía suprimida en 1662